# Aurora (Reni)
Der Zug der Aurora ist ein Deckenfresko von Guido Reni im Palazzo Pallavicini Rospigliosi in Rom.
Es wurde von Kardinal Scipione Borghese für den Palazzo in Auftrag gegeben und stellte den letzten Auftrag Borgheses an Reni dar. Der Raum, in dem sich das Fresko befindet, ist nach dieser Auroradarstellung benannt. Inspiriert wurde Reni offenbar von Raffael und von antiken Kunstwerken wie etwa dem Relief der Borghesischen Tänzerinnen, das sich heute im Louvre befindet.

## Darstellung
Das Gemälde zeigt die Göttin der Morgenröte in Begleitung eines Cherubs, der den Morgenstern symbolisiert. Gefolgt wird sie von sieben Horae, also Stundengöttinnen, sowie dem vierspännigen Wagen Apollons. Aurora streut Rosenblätter und verbreitet Morgenröte über die Welt.

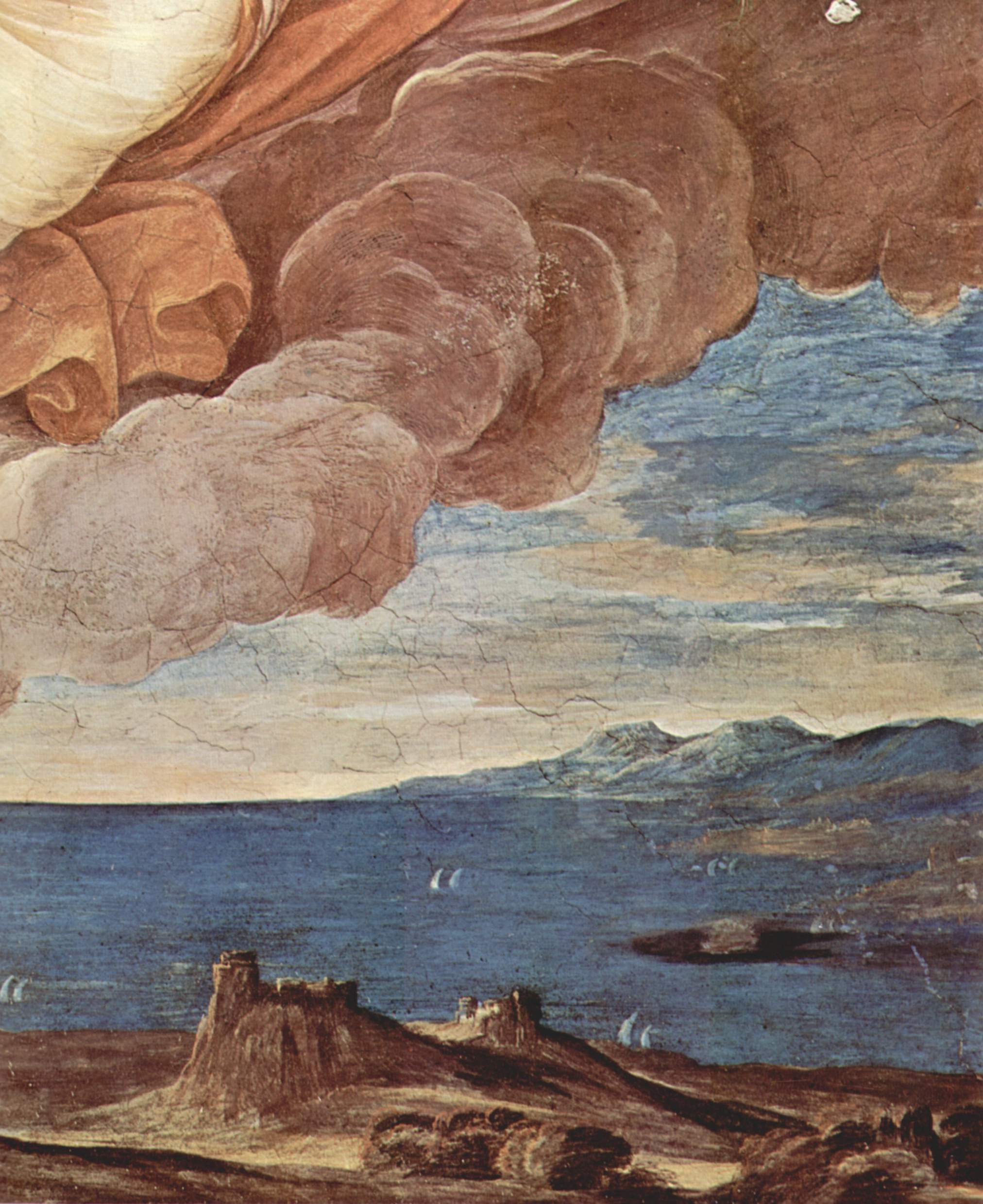
Das erwachende Land

In Renis Darstellung führt Aurora diesen Zug an. Sie schwebt, vor einem Hintergrund eher dunkler Wolken, in einer leichten Aufwärtsbewegung von links nach rechts und streut mit beiden Händen Rosenblätter, also „Morgenröte“, über eine Küstenlandschaft mit dunkelblauem Meer und rosig durchleuchtetem Himmel. Auroras Oberkörper ist von einem fast kreisförmig wallenden, hellgrau gefärbten Teil ihrer Gewänder eingerahmt, der sie von der nachfolgenden Figurengruppe und dem Licht, das diese verbreitet, absetzt. Infolgedessen ist auch der Teil ihres Kleides, der im Schatten dieser Drapierung liegt, dunkler gefärbt als der Unterteil ihres Kleides, auf den von hinten her das Licht fällt: Dieser Teil ihrer Gewandung spielt ins Gelbliche, und auch ihre teilweise sichtbaren Beine und Füße wirken hell beleuchtet. Auroras Gesicht ist der Quelle dieses Lichtes zugewandt: Sie blickt nach hinten auf den fackeltragenden Cherub, der über den Köpfen der vier Pferde Apollons einherschwebt.

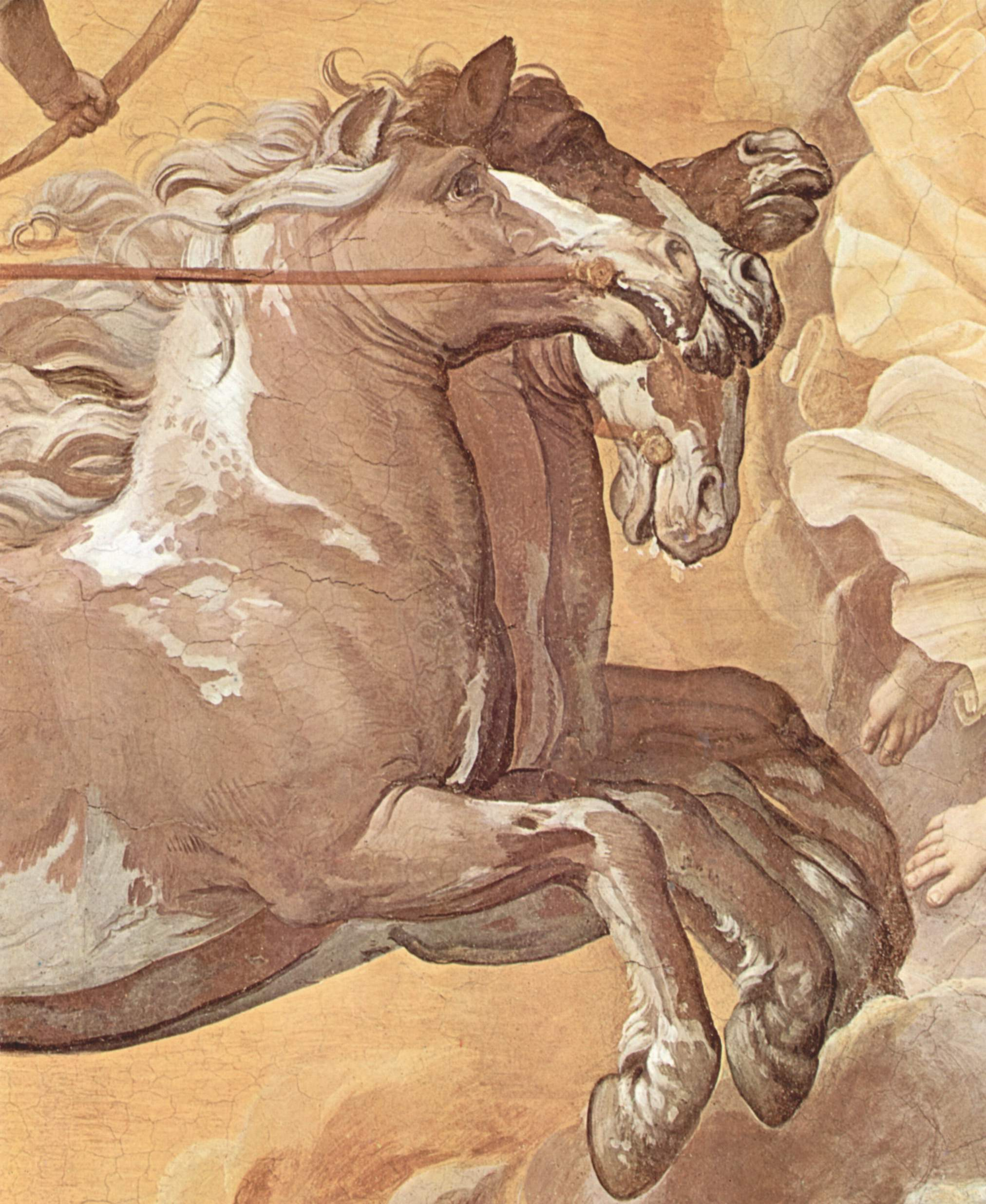
Die Pferde Apollons

Diese Gruppe, Apollon auf seinem Wagen samt Pferden und Cherub sowie die ihn umgebenden Horae, schwebt oder schreitet auf einem Untergrund aus hellgrauen Wolken von links nach rechts. Der Hintergrund der Gruppe nimmt das rötliche Gelb auf, das schon in Auroras Kleid zu finden ist, und wird um Apollons blondlockigen Kopf und seinen zügelnden Arm herum immer heller. Der Gott selbst ist hellhäutig und fast weiß gewandet. Die beiden Horae, die sich unterhalb der hellsten Hintergrundstelle, also unterhalb von Apollons ausgestrecktem linkem Arm, befinden, tragen Gewänder in kräftigen Farben, die eine ein blaues, die andere ein rotes. Ihre Gefährtinnen, die Hand in Hand folgen, sind blasser gekleidet – entsprechend den Stunden des schwindenden Tages, die sie verkörpern. Wie schon zwischen Aurora und dem Cherub sowie dem nach vorne blickenden Apollon bestehen auch zwischen einzelnen Horae Blickkontakte, was bedeutet, dass die Horae nicht in die Richtung schauen, in die sich ihr Zug bewegt.

## Wirkung
Im 19. Jahrhundert wurde das Gemälde als embodied poetry, fleischgewordene Dichtung, bezeichnet. Byron erklärte, allein dieses Fresko lohne eine Reise nach Rom, und Jacob Burckhardt hielt es für das gelungenste Gemälde der letzten zweihundert Jahre. Auf Kritik stieß allerdings die Figur des Apollon, die durch die Bildkomposition ins Zentrum gerückt ist, aber längst nicht die Ausstrahlung etwa eines Apollons von Belvedere hat. Dies wurde mitunter einer grundlegenden Schwäche Renis zugeschrieben, der Frauen und Kinder besser darstellen könne als Männer: His female forms, in their loveliness, their delicacy, their grace and sweetness are faultless; and the beauty and innocence of his infants have seldom been equalled; but he rarely gave to manly beauty and vigour a character that was noble. Dennoch gehört das Fresko zu den bekanntesten Werken Guido Renis und wurde vielfach reproduziert, so etwa in einem Stich von Raffaello Morghen. Ende des 19. Jahrhunderts ließ Edward Francis Searles mit Zustimmung der italienischen Regierung eine Marmorkopie für seine Serlo Organ Hall herstellen. In der Literatur erscheint das Fresko etwa bei Theodor Fontane: Im Roman Effi Briest wird es unter den zahlreichen Bildern, die bei der Ministerin als Wandschmuck hängen, namentlich erwähnt. Hans Otto Schaller führt die „Popularität“, die er Renis Gemälde bescheinigt, auf dessen Übergang zu „jenen klassizistisch akademischen Formen“ zurück, die den Geschmack des Publikums trafen. Johannes Brahms hatte eine Reproduktion des Frescos in seinem Arbeitszimmer in der Wiener Karlsgasse hängen.

## Zum Vergleich: Guercinos Aurora

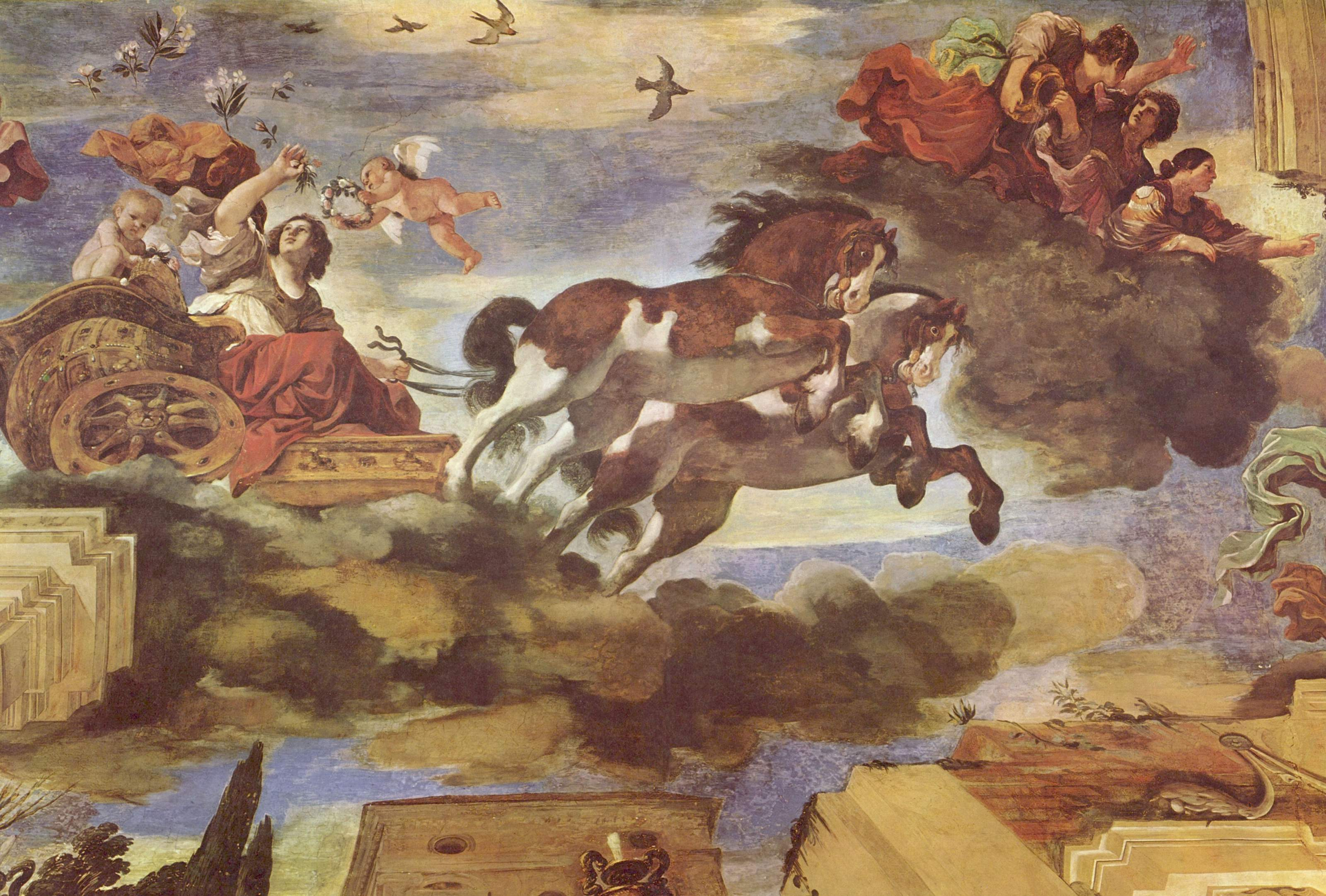
Die Aurora Guercinos

In der Villa Ludovisi stellte Guercino 1621 das gleiche Thema dar. Er verzichtete allerdings auf die Figur des Apollon und ließ Aurora selber in einem Wagen fahren, der von zwei schweren Pferden gezogen wird. Von diesem Wagen, der in starker Untersicht gezeigt ist, scheinen die dunklen Schatten der Nacht regelrecht beiseitegedrängt zu werden. Die beinahe tanzenden Frauenfiguren der Horae bei Reni sind hier zu flatternden Putti geworden. Guercinos Fresko weist weder die geschlossene Komposition noch die harmonische Bewegung von Renis Darstellung auf, und die durch das Morgenlicht beglückte Welt wird nur durch architektonische Elemente und Baumwipfel angedeutet. Der Standpunkt des Betrachters scheint sich in ebendieser Welt, nämlich unter dem Wagen Auroras, zu befinden – eine interessante Perspektive, die aber keinen Blick auf eine geschlossen dahinziehende Gruppe und auf die von Aurora beglückte Welt wie bei Reni zulässt. John Constable fasste die Bedeutung des Blicks auf die Landschaft in Renis Darstellung folgendermaßen zusammen: [...]it may not be improper to notice its immense importance as an accessory in his picture of Aurora. It is the finest instance I know of the beauty of natural landscape brought to aid a mythological story, and to be sensible of its value we have only to imagine a plain background in its stead. But though Guido has placed us in the heavens, we are looking towards the earth, where seas and mountain-tops are receiving the first beams of the morning sun. The chariot of Apollo is borne on the clouds, attended by the Hours and preceded by Aurora, who scatters flowers, and the landscape, instead of diminishing the illusion, is the chief means of producing it, and is indeed most essential to the story.